# Електронска цијев
Електронска цијев (електронска цев, електронска лампа, електронка, вакуумска цијев, вакуумска цев) је електронска компонента чији се рад заснива на кретању електрона кроз вакуум под дејством електростатичког поља између електрода.
Постоје и електронске цијеви које су пуњене гасом под притиском, или користе електромагнетско поље за управљање током електрона.
Међутим, рад скоро свих електронских цијеви почива на принципу термоелектронског ефекта (изласка електрона из загријаног метала) и њиховом даљем кретању под дјеловањем електричног поља.
Осим термоелектронске емисије, могућа је још фото-емисија (фотоелектрични ефекат код фото-цијеви), емисија поља - (текућа живина катода), и секундарна емисија, код које електрони високе енергије избијају секундарне електроне из метала.
Појава електронске цијеви је омогућила развитак електронике, јер је по први пут постало могуће појачавање слабих сигнала. То је затим узроковало развој радија и интерконтиненталних телефонских веза, радара, првих рачунара, телевизора и других електронских направа.
У данашње вријеме, електронске цијеви су скоро сасвим потиснуте из раширене употребе увођењем транзистора. Ипак, остала су посебна подручја гдје је замјена ишла теже: екрани телевизора и монитора (катодна цијев), одашиљачке цијеви, магнетрони за микроталасне пећнице и радаре.

## Историја
У 19. вијеку су почели експерименти са цијевима из којих је уклоњен ваздух, као што су биле Гајслерове и Круксове цијеви. Научници који су вршили експерименте су били и Никола Тесла, Еуген Голдштајн, Јохан Вилхелм Хиторф, Томас Едисон и многи други. Ти експерименти су довели до сијалице и неонске цијеви (за освјетљење) и касније до вакуумских и гасом пуњених електронских цијеви.
Први извештаји о „термојонској емисији“ (у ствари термоелектронска емисија), долазе од Фредерика Гутрија 1873. и Томаса Едисона 1884. (Едисонов ефект). Едисон међутим није схватио принцип рада нити предвидио могућу примјену, па је патент остао неискоришћен.
Енглески физичар Џон Амброз Флеминг је 1904. године, вршећи експерименте и побољшања цијеви увезених из САД, пронашао осцилирајућу цијев или кенотрон (вакуумска диода). Роберт фон Лиебен је 1906. године пронашао цијев са трећом електродом и електромагнетом, која појачава сигнале.
Идуће године Американац Ли Де Форест је ставио савијену жицу између катоде и аноде кенотрона и постигао грубу контролу струје у вакуумској цијеви, произвевши први аудион (вакуумска триода). Аудион је прва практична направа за појачавање слабих електричних сигнала.
Вакуум у цијеви је био непотпун, па је долазило и до јонизације приликом судара електрона са молекулама преосталог гаса. Због тога је рад аудиона био често непредвидљив.
Даљи развојни корак је учинио Ирвинг Лангмуир из Џенерал Електрика (General Electric) 1915. Његове цијеви (плиотрон) су прве праве вакуумске триоде са високим вакуумом и стабилним радом. Произвођене су у току Првог свјетског рата за савезничке армије. Представник те технолошке генерације је француска цијев R, у употреби од 1916. Притисак преосталог ваздуха у тим и идућим цијевима ће се кретати од 10 нанопаскала до 10 микропаскала.
Послије Првог свјетског рата, дошло је до многих даљих побољшања. Уведене су цијеви са баријумом покривеном катодом, индиректно гријане, са оксидном катодом, тетроде, пентоде, хексоде, хептоде, катодне цијеви и тако даље. Други свјетски рат је донио микроталасне цијеви (магнетроне, клистроне, цијеви са путујућим таласом итд.), минијатурне цијеви за рачунаре и друге.
Са открићем транзистора у Беловим лабораторијама 1948. године, епоха електронских цијеви је полако почела да се завршава. И данас се користе за специјалне намјене (катодна цијев, магнетрон), али из скоро свих других подручја употребе су потиснуте од транзистора и интегрисаних кола.

## Начин рада и опис

### Вакуумска диода
У великој већини цијеви се налази вакуум, да би се омогућио ток електрона између електрода.
Да би се електрони „убацили“ у вакуум, једна електрода (катода) се загријава на високу температуру, протоком струје кроз исту (или одвојен гријач (грејач)). Под дјеловањем топлоте, електрони излазе из катоде у слободни простор (термоелектронска емисија) и стварају електронски облак (енгл. space charge) око катоде.
Ако се у простору налази још једна електрода (анода), чије наелектрисање је позитивно, негативно наелектрисани електрони ће почети да убрзавају према аноди под утицајем електричног поља, док у њу не ударе.
На тај начин, постигли смо струјни ток у вакууму, и то је принцип рада вакуумске електронске цијеви по имену диода.
На први поглед, ово изгледа бесмислено, јер се исти ток електрона може постићи и са обичном жицом. Међутим, ствар је у сљедећем: електрони могу да иду само у једном смјеру, од катоде према аноди, али не и обрнуто, зато што је анода хладна и нема емисије електрона отуда.
Дакле, имамо једну врсту вентила за електроне који пропушта струју само у једном смјеру, што се користи у електроници за разне намјене. Честа намјена је претварање наизмјеничне струје (промјењивог смјера) у истосмјерну (само један смјер тока).
Због овог вентилног дјеловања, симбол диоде и подсјећа на вентил.

### Триода
Триода је у основној конструкцији врло слична диоди, са додатком још једне електроде у простору између катоде и аноде. Та електрода се назива решетка (прва решетка, контролна решетка, мрежа, капија) и означава се са G (од енглеских ријечи gate, control gate, grid).

Улога решетке је да контролише проток електрона између катоде и аноде, слично вентилу на цијеви кроз коју протиче вода. Да би решетка била што ефикаснија у тој улози, знатно је ближа катоди него аноди. Са тиме се постиже да већ мале промјене напона на решетки узрокују велике промјене у броју електрона који стижу до аноде (анодна струја).
На примјер, понекад је могуће потпуно елиминисати анодну струју већ при напону решетке од -10 V, иако је анодни напон +100 V (ово знатно зависи од типа триоде).
Овдје дакле постижемо промјену анодне струје са мијењањем напона на решетки. Овај ефект се може даље употријебити за појачавање слабих сигнала, што је предуслов за рад већине електронских уређаја. Друга употреба триоде је за прекидање сигнала у прекидачкој, импулсној и дигиталној електроници.
Примјер триоде је двострука триода ECC-83.

### Тетрода
Триода је имала задовољавајуће карактеристике за неке намјене, али постојали су и недостаци:
релативно мали фактор појачања и слаб рад на високим фреквенцијама (због релативно великог капацитета анода-решетка). Да би се ове слабости отклониле, произведене су тетроде код којих је додата и друга решетка (заштитна решетка, ознака G2) у простору између аноде и прве решетке.
Пошто је друга решетка била под позитивним напоном (али обично уземљена за наизмјенични сигнал преко кондензатора), капацитет анода-прва решетка је опао скоро на нулу и омогућено је појачавање сигнала много виших фреквенција него код триоде, без уласка у самоосцилације. Друга предност тетроде је био виши фактор појачања, због знатно смањеног утицаја анодног напона на прву решетку.
Нажалост, са увођењем друге решетке уведен је и један проблем. Електрони велике брзине би при удару у аноду избацивали из ње секундарне електроне, који би често завршавали на другој решетки. Ово је повишавало струју друге решетке, смањивало фактор појачања тетроде и доводило до изобличења сигнала. У екстремним случајевима, ово је могло довести и до растапања друге решетке услијед превелике температуре.
За појачавање снаге често је коришћена и варијација тетроде названа млазна тетрода (енгл. beam tetrode).

### Пентода
Да би се отклонили проблеми са тетродама, уведене су пентоде. Ове цијеви су имале још једну решетку (трећа решетка, ознака G3).
Трећа решетка се налази између друге решетке и аноде.
Ова решетка је најчешће била спојена са катодом у самој стакленој цијеви (балону), тако да је имала исти потенцијал као и катода.
Са тиме је постигнуто сљедеће: брзи електрони који ударају у аноду производе секундарне електроне (као и код тетроде), али они не могу да падну на другу решетку због негативног потенцијала на трећој решетки, који их одбија натраг до аноде. Електрони који путују од катоде имају довољну кинетичку енергију да савладају негативни потенцијал треће решетке, али секундарни електрони са аноде немају и враћају се на аноду.
Пентода је коначно била потпуно задовољавајућа електронска цијев са високим фактором појачања и могућношћу рада на високим фреквенцијама. До краја епохе електронских цијеви, коришћена је за разне намјене у електроници. Примјер ове цијеви је EF-86 или EL-84.
Посебна верзија пентоде за високофреквентно појачавање је експоненцијална пентода (на примјер AF-3), код које и велике промјене преднапона прве решетке не производе велико изобличење сигнала.

### Хексода
Пошто је експоненцијалним пентодама био потребан велик регулациони напон, за потребе регулације високофреквентног појачања и мијешање у међуфреквентном степену уведена је хексода.
Ова електронска цијев има двије контролне решетке, G1 и G3.
На G1 се доводи измјенични напон који врши прво управљање анодном струјом. Друга контролна решетка G3 такође врши управљање анодном струјом.
Заједно оне модулирају проток електрона кроз цијев и тако је постигнуто једноставно мултипликативно мијешање сигнала, које је употребљиво на примјер за мјешалицу (мешалицу, мешач) међуфреквентног степена у радио-пријемнику. Ово мијешање смањује број хармоничких компоненти у излазном сигналу у односу на диодно или транзисторско мијешање, јер настају само фреквенције суме и разлике, а не и њихови хармоници.
Примјер ове цијеви је AH-1.

### Хептода и октода
Хептода је цијев са још једном решетком (укупно 5), која је најчешће коришћена за мијешање високофреквентних сигнала у међуфреквентном степену радио-пријемника. Примјер ове цијеви је ЕCH-81 (комбинација триоде и хептоде).
Октода је настала као покушај да се и посебни триодни осцилатор интегрише у једну цијев, па тако добијамо цијев са шест решетки. Може се разматрати и као спој триоде и хексоде, гдје је триода вршила улогу осцилатора а хексода улогу мјешалице међуфреквентног сигнала са високофреквентним сигналом из антене или високофреквентног појачала. 
Примјер ове цијеви је AK-2.

## Симболи
Симболи неких врста електронских цијеви су приказани на сликама.
Сви симболи су приказани са индиректно гријаним катодама, електрично одвојеним (изолованим) од влакна гријача.
- Симбол вакуумске диоде.
- Симбол вакуумске триоде.
- Симбол вакуумске тетроде.
- Симбол вакуумске пентоде.

## Вакуумске и гасом пуњене електронске цијеви
Велика већина електронских цијеви је била вакуумског типа, што значи да је из њих извучен сав ваздух да не би ометао ток електрона.
Цијеви посебне намјене су понекад биле испуњене гасом. Регулатори напона су били испуњени хелијумом, аргоном или неоном. Код њих се чак и тежило да постоји јонизација гаса сударом атома гаса и електрона, јер се могло постићи оштро кољено напонско-струјне карактеристике, корисно за регулацију напона.
Неоном пуњене цијеви су коришћене за оптичку индикацију и у рекламне сврхе.
Тиратрон је испуњен живом под ниским притиском, а игнитрон има катоду која је у ствари резервоар живе. Тиратрон и игнитрон су коришћени за контролу јаких струја у индустрији, као и данашњи тиристори.

## Напајање
Батерије или истосмјерни напони добијени из исправљача су потребни за рад електронских цијеви.
Два посебна напона су обично коришћена: анодни напон (обично неколико стотина волти) и напон гријања (грејања), који је обично износио неколико волти.

### Напон и струја гријања (грејања)
Већина раних уређаја је користила батерије, најчешћи напони су били 2,4 и 6 V. Батерије су биле сличне данашњим акумулаторима, са оловним плочама и пуњене сулфатном киселином, рјеђе суве батерије.
Касније је дошло до преласка на (јефтиније и подесније) системе гдје је струја гријања обезбијеђивана из електричне мреже, најчешће преко трансформатора. Најраширенији систем је користио измјенични напон од 6.3 V добијен из мрежног трансформатора, као европске цијеви Е серије.
Када је почела производња телевизора са већим бројем цијеви, често је коришћен и систем
у којем су влакна гријача (грејача) спојена серијски (цијеви П серије) и подешена за исту струју гријања. На тај начин се штедјело на трансформатору за гријање, али је био потребан предотпор, који је снижавао напон на потребни ниво. Мана овог система је била у сљедећем: прегоријевање било којег гријача катоде значи да све цијеви губе струју гријања, због серијске везе.

### Анодни напон
Анодни напон је у почетку добијан из батерија (као и напон гријања). За ту сврху су коришћене суве батерије од 22.5, 46, 67.5, 90 и 135 V.
Када је електрична мрежа постала раширенија, прешло се на исправљаче који су напон из мреже претварали у истосмјерни напон од неколико стотина волти. Првобитно су ови исправљачи користили електронске цијеви АZ-1, EZ-81 а послије полупроводничке диоде.
Неки исправљачи (поготово у каснијим уређајима и телевизорима) нису имали трансформатор, па је постојала опасност од струјног удара ако је фазни вод повезан на масу (шасију) уређаја. Опасност је такође долазила из високонапонских кондензатора у исправљачима, јер у неким случајевима напон од неколико стотина волти се у њима задржавао дуго времена и кад уређај не ради.

## Непосредно (директно) и посредно (индиректно) гријање катоде
Катоде старијих цијеви су обично директно гријане, што значи да струја пролази директно кроз њих да би их загријала (као код сијалице). Температура влакна је висока, обично око 2700 °C, и утрошак енергије је висок.
Други проблем је био што ова влакна нису била погодна за напајање из мреже измјеничне струје, јер је то уносило сметње од 50-60 Hz (варирање напона катоде). Ово се могло ублажити са паралелним отпорницима са средњим изводом.
Посредно гријање је уклонило ове проблеме. Посебно гријаће влакно (електрички изоловано од катоде) је коришћено за загријавање катоде. Са унапријеђењем технологије израде (катода прекривена слојем баријум-оксида), било је могуће смањити температуру гријача на 700 °C, што је омогућило дужи вијек цијеви и мању потрошњу струје.

## Поузданост
Проблеми:
- Главни проблем је загађивање катоде са материјалом који долази са других електрода цијеви, што смањује способност катоде да емитује електроне.
- Непотпуни вакуум који доводи до јонизације преосталих честица гаса и јонске струје, посебно при већим анодним напонима. То доводи до насумичних јонских струја и може да уништи цијев.
- Улазак ваздуха у цијев и његова реакција са усијаном катодом, доводи до њеног брзог пропадања.
- Пошто је влакно катодног гријача (или катода код директно гријаних цијеви) загријавано до високе температуре, обично би издржало само неколико хиљада сати рада прије отказивања (пуцања влакна).

Ово се нарочито често дешавало при укључењу уређаја због велике почетне струје влакна у хладном стању. Овај квар се могао лако утврдити омметром, гдје бесконачан отпор индицира неисправно влакно гријача. 
Да би се проблем струјног удара при укапчању ублажио, скупљи уређаји су имали термисторе у колу гријања, који су углавном неутралисали проблем, јер су имали велик отпор у хладном стању.

## Примјена
Електронске цијеви су коришћене у свим гранама електронике и електротехнике. Примјене су биле разнолике:
- Појачавачи (појачала) напона и снаге свих фреквенција (аудио, радио, телевизор)
- Прекидачи (рачунар, радар)
- Исправљачи измјеничног напона (вакуумски, гасни, са живом)
- Осцилатори свих фреквенција
- Показивачке цијеви (катодна цијев, магично око, вакуумска флуоресцентна цијев (ВФД))
- Рендгенска цијев
- Микроталасни осцилатори (магнетрон, клистрон, цијев са путујућим таласом)
- Фотоцијеви осјетљиве на свјетлост (фотомултипликатор)
- Цијеви осјетљиве на радијацију (Гајгеров бројач)

## Хлађење
Електронске цијеви производе велике количине топлоте, пошто раде са високим анодним напонима, реда неколико стотина волти. Додатан извор топлоте је гријач катоде.
Нормално хлађење је отежано због стакленог балона цијеви. Да би се побољшало хлађење, анода је црне боје и често са крилцима. Неке серије цијеви су имале и метално кућиште, понекад директно спојено на аноду.
Осим ових мјера код већих цијеви је коришћено и ваздушно хлађење, а гдје ни то није било довољно - хлађење дестилираном и дејонизираном водом (изолатор) која је била у директном контакту са металном анодом.

## Конструкција
Електронске цијеви имају најмање 2 електроде, катоду и аноду.

### Катода
Катода обично има индиректно гријање уз помоћ гријаћег влакна (гријача) и зове се индиректно (посредно) гријана катода. Ако је катода директно гријана струјом која пролази кроз њу зове се директно (непосредно) гријана катода.
Катоде првих цијеви су биле направљене од волфрама као и влакна сијалица и радиле су на температури од око 2700 °C. Ускоро је пронађено да уз додатак 1% торијума температура катоде може да се снизи до 1900 °C, што је знатно смањило утрошак енергије.
Још касније је пронађено да површински додатак баријум-оксида или мјешавине баријум-оксида и стронцијум-оксида даје још боље резултате. Са овим је било могуће снизити температуру катоде на само 700 °C, и овај систем се задржао (за цијеви опште употребе) све до замјене електронских цијеви транзисторима шездесетих година 20. вијека.
Мана оксида је била механичка осјетљивост, осјетљивост на оксидацију у присуству ваздуха у цијеви, и полагано таложење оксида на друге електроде у цијеви. Због ових проблема, цијеви посебне намјене нису користиле катоду са оксидима.

### Решетке
Између катоде и аноде се налазе решетке, које служе за управљање са током електрона у електронској цијеви. Обично су направљене од врло танке жице намотане у спиралу око држача. Да би се добило једнолико електрично поље, размак између сусједних намотаја не смије бити већи од размака од решетке до друге електроде.
У конструкцији триода за напонско појачање, увијек се тежило да размак катода-решетка буде знатно мањи од размака решетка-анода, да се постигне што веће појачање. Због потребе за густо намотаном решетком и малих димензија типичних цијеви са цилиндричним електродама, ово није био лак задатак.
Уз то цијеви су морале бити отпорне на мање механичке вибрације и приближно једнаких електричних вриједности за један тип цијеви, па је технологија времена практично ограничавала минималне размаке између електрода.

### Анода
Анода служи за примање електрона чији ток је модулисан напонима на решеткама.
Ради хлађења је црне боје, често са крилцима. Код већих цијеви је често директно спојена са металним кућиштем да се олалша хлађење. Аноде су најчешће прављене од никла, а за велике снаге и од графита.

### Гетер
Мала количина гетера, који се види као сребрнасти намаз у цијеви (обично при дну), је специјални материјал који везује молекуле ваздуха које продру у цијев, продужујући тако њен вијек трајања. Ако гетер постане бијел, то значи да је цијев изгубила херметичност и обично је неупотребљива.

### Изводи и стаклени балон (кућиште)
Метални изводи за електроде, који обично излазе на дну цијеви, морају имати коефицијент топлотног ширења једнак као и стакло од којег је направљен балон цијеви, да не долази до пуцања стакла при загријавању. То се постиже додавањем платине, молибдена и других материјала.
Осим стакленог балона, неке серије цијеви (такозване челичне цијеви) су изграђиване са металним кућиштем, што је олакшавало хлађење и смањивало утицај спољних електричних поља на цијев.

## Означавање
Означавање је било врло разнолико, европски систем, амерички, совјетски, британски и тако даље.
У Југославији је коришћен европски систем означавања.

### Европски систем означавања
Прво слово означава напон или струју гријача катоде:
- — напон гријача 4
- — струја гријача 180
- — струја гријача 200
- — напон гријача до 1.4
- — напон гријача 6.3
- — напон гријача 12.6
- — напон гријача 5
- — струја гријача 150
- — напон гријача 2
- — струја гријача 300
- — струја гријача 100
- — струја гријача 50
- — струја гријача 600 mA.

Друго и треће слово (ако постоји) означавају тип електронске цијеви:
- — диода
- — двострука диода (дуодиода) са заједничком катодом
- — триода, појачавач напона
- — триода, појачавач снаге (излазна)
- — тетрода, појачавач напона
- — пентода, појачавач напона
- — тетрода или пентода, појачавач снаге (излазна)
- — хексода или хептода (хексодног типа)
- — октода или хептода (октодног типа)
- — оптички индикатор (магично око)
- — цијев са секундарном емисијом електрона
- — једнострука исправљачка цијев (кенотрон, исправљачка диода)
- — двострука исправљачка цијев (кенотрон, двострука исправљачка диода).

Двоцифрени или троцифрени број означава облик цијеви, серију и подножје:
- Први број је обично тип подножја:
- 3 — цијев са стакленим балоном и окталним подножјем
- 5 — цијев са стакленим балоном и магновал подножјем
- 6 и 7 — стаклене минијатурне цијеви
- 8 и од 180 до 189 — стаклене минијатурне цијеви са девет ножица
- 9 — стаклене минијатурне цијеви са седам ножица.

### Амерички систем означавања
Први амерички систем је био потпуно несређен, и разне компаније су користиле различите ознаке. Каснији систем је додјељивао бројеве одређеним конструкцијама, а заједничко је било то што је први број означавао приближни напон напајања гријача катоде (или катоде код директно гријаних катода).
На примјер 6L6 је пентода са напоном гријача од 6.3 V.
Треба напоменути да цијеви изграђене од 1942. до 1944. имају бројеве који имају потпуно друго значење, и први број је приближна снага гријача цијеви.